# Karin Liltorp
Karin Liltorp, née le 6 mai 1972 à Hjørring (Danemark), est une femme politique danoise.

## Biographie
Elle obtient un master en chimie et biologie à l'université de Roskilde en 2000, puis un doctorat en chimie en 2003. Elle devient ensuite consultante dans l'industrie pharmaceutique.
Elle est élue au Folketing pour les Modérés lors des élections législatives danoises de 2022. Après le scrutin, elle devient porte-parole de son groupe parlementaire sur les questions de climat, d'énergie, d'enseignement supérieur, de recherche, de société civile et d'Union européenne. En août 2023, à l'occasion d'une réorganisation du groupe parlementaire, elle cède son rôle de porte-parole sur les questions de climat et d'énergie à Henrik Frandsen, pour prendre celui nouvellement créé de porte-parole pour la politique climatique mondiale et l'environnement.
Le 23 février 2025, elle annonce son départ des Modérés et son intention de siéger en tant qu'indépendante au Folketing. Elle rejoint le parti écologiste L'Alternative le 4 mars suivant. Elle devient alors porte-parole de son nouveau groupe sur plusieurs questions comme la santé, les affaires sociales, le logement et le commerce.